# Primer ministre de Fiji

Blasó de les Fiji.

El primer ministre és lo cap de govern de les Fiji. Aquesta és la llista dels primers ministres de Fiji després l'any 1967.

## Fiji abans l'independència
| #                                     | Imatge                                | Nom (Naixement-Decés)                 | Començament                           | Final                                 | Partit                                |
| Primer ministre de la colònia de Fiji | Primer ministre de la colònia de Fiji | Primer ministre de la colònia de Fiji | Primer ministre de la colònia de Fiji | Primer ministre de la colònia de Fiji | Primer ministre de la colònia de Fiji |
| ------------------------------------- | ------------------------------------- | ------------------------------------- | ------------------------------------- | ------------------------------------- | ------------------------------------- |
| 1                                     |                                       | Ratu Sir Kamisese Mara (1920–2004)    | 20 de setembre de 1967                | 10 d'octubre de 1970                  | Alliance Party                        |

## Fiji després de la independència
| Primer ministre                                                        | Primer ministre | Primer ministre               | Període de govern                  | Període de govern                  | Partit                           |
| #                                                                      | Imatge          | Nom                           | Començament                        | Final                              | Partit                           |
| ---------------------------------------------------------------------- | --------------- | ----------------------------- | ---------------------------------- | ---------------------------------- | -------------------------------- |
| 1                                                                      |                 | Kamisese Mara (1920–2004)     | 10 d'octubre de 1970               | 13 d'abril de 1987                 | Alliance Party                   |
| 2                                                                      |                 | Timoci Bavadra (1934–1989)    | 13 d'abril de 1987                 | 14 de maig de 1987                 | Fiji Labour Party                |
| sense primer ministre entre 14 de maig de 1987 i 5 de desembre de 1987 |                 |                               |                                    |                                    |                                  |
| (1)                                                                    |                 | Kamisese Mara (1920–2004)     | 5 de desembre de 1987              | 2 de juny de 1992                  | sense partit                     |
| 3                                                                      |                 | Sitiveni Rabuka (1948–)       | 2 de juny de 1992                  | 19 de maig de 1999                 | Soqosoqo ni Vakavulewa ni Taukei |
| 4                                                                      |                 | Mahendra Chaudhry (1942–)     | 19 de maig de 1999                 | 27 de maig de 2000                 | Fiji Labour Party                |
| 5                                                                      |                 | Tevita Momoedonu (1941–)      | 27 de maig de 2000 (alguns minuts) | 27 de maig de 2000 (alguns minuts) | Fiji Labour Party                |
| sense primer ministre entre 27 de maig de 2000 i 4 de juliol de 2000   |                 |                               |                                    |                                    |                                  |
| 6                                                                      |                 | Laisenia Qarase (1941–2020)   | 4 de juliol de 2000                | 14 de març de 2001                 | sense partit                     |
| —                                                                      |                 | Tevita Momoedonu (1941–)      | 14 de març de 2001                 | 16 de març de 2001                 | Fiji Labour Party                |
| (6)                                                                    |                 | Laisenia Qarase (1941–2020)   | 16 de març de 2001                 | 5 de desembre de 2006              | Soqosoqo Duavata ni Lewenivanua  |
| 7                                                                      |                 | Jona Senilagakali (1929–2011) | 5 de desembre de 2006              | 4 de gener de 2007                 | sense partit                     |
| 8                                                                      |                 | Frank Bainimarama (1954–)     | 5 de gener de 2007                 | 10 d'abril de 2009                 | sense partit                     |
| sense primer ministre, entre 10 d'abril de 2009 i 11 d'abril de 2009   |                 |                               |                                    |                                    |                                  |
| (8)                                                                    |                 | Frank Bainimarama (1954–)     | 11 d'abril de 2009                 | 31 de març de 2014                 | militar                          |
| (8)                                                                    |                 | Frank Bainimarama (1954–)     | 31 de març de 2014                 | 24 de desembre de 2022             | FijiFirst                        |
| (3)                                                                    |                 | Sitiveni Rabuka (1948–)       | 24 de desembre de 2022             | actualitat                         | People's Alliance                |